# Caccobius
Caccobius — рід грибів родини Thelebolaceae. Назва вперше опублікована 1967 року.

## Класифікація
До роду Caccobius відносять 1 вид:
- Caccobius minusculus